# Sárga kasvirág
A sárga kasvirág (Echinacea paradoxa) a fészkesvirágzatúak (Asterales) rendjébe, ezen belül az őszirózsafélék (Asteraceae) családjába tartozó faj.

## Előfordulása
A sárga kasvirág előfordulási területe az Amerikai Egyesült Államok közepetáján van. Ennek az országnak az egyik endemikus növénye; hiszen vadon, csak négy államban, azaz Arkansasban, Missouriban, Oklahomában és Texasban található meg.

## Változata
- Echinacea paradoxa var. neglecta McGregor

## Megjelenése
Ez az évelő növény akár 90 centiméter magasra is megnőhet.